# Jerzy Kowalski (oficer policji)
Jerzy Kowalski (ur. 1957 w Skierniewicach) – polski inspektor Policji, szef Centralnego Biura Śledczego od 2 czerwca 2005 do 17 stycznia 2006.
Jest absolwentem Akademii Wychowania Fizycznego w Warszawie oraz Uniwersytetu Warszawskiego. W Policji pracował od 1985 roku. W latach 1993–2003 roku pracował w Komendzie Głównej Policji, gdzie kierował wydziałem walki z przestępczością zorganizowaną, a od 1997 roku w biurze narkotyków. Potem został naczelnikiem wydziału Centralnego Biura Śledczego ds. walki z gangami. W 2003 roku został Lubuskim Komendantem Wojewódzkim Policji w Gorzowie Wielkopolskim. 2 czerwca 2005 roku został mianowany przez Komendanta Głównego Policji Leszka Szredera - szefem Centralnego Biura Śledczego. W roku 2007 odszedł na emeryturę. Jest żonaty, ma dwójkę dzieci.